# Roberto Goyeneche
Roberto Goyeneche, detto El Polaco (Saavedra, 29 gennaio 1926 – Buenos Aires, 27 agosto 1994), è stato un cantante argentino.

## Biografia
Nato nel quartiere di Saavedra di Buenos Aires da una famiglia basca, fu soprannominato in gioventù dal cantante Angel Díaz "Polaco", per la sua magrezza e i suoi capelli rossi e lunghi, caratteristiche che lo facevano assomigliare a molti giovani di origine slava. Ebbe molto successo cantando tango, e gli viene ben presto riconosciuta una personalità interpretativa molto forte. La sua particolarità è quella di non seguire il tempo in maniera rigorosa, preferendo cantare in controtempo. In realtà questo modo di cantare è frequente nel jazz, in cui fu introdotto da Louis Armstrong. Nella musica europea, questa caratteristica è presente in alcune interpreti di Fado come Argentina Santos.
Da adolescente Goyeneche incominciò a frequentare caffè e cabaret dove cantavano i grandi "tangueros" della generazione degli anni trenta. Il "Polaco" lavorò come autista, tassista e meccanico. Il suo primo successo lo ebbe nel 1944 in un concorso di voci nuove. Nello stesso anno entra come cantante nell'orchestra di Raúl Kaplún. Formatosi nella ricca corrente d'ispirazione gardeliana raggiunse uno stile inconfondibile, di fine dicitore. Nel 1952 viene chiamato dal pianista e direttore d'orchestra Horacio Salgán, in sostituzione del cantante Horacio Deval. In quell'occasione condivide il ruolo con il già citato Angel Díaz.
Con Horacio Salgán incise quattro dischi per la casa discografica RCA Victor, i cui titoli sono: Alma de loca, Yo soy el mismo, Un momento e Siga el corso. Nel 1954 continuò a incidere con Salgán per la casa discografica Tk. Uscirono sei brani, due dei quali sono duetti con Díaz. Nel 1956 divenne cantante dell'orchestra di Aníbal Troilo, del quale era ammiratore e sincero amico. In quel periodo incisero ventisei brani. In seguito, quando già Goyeneche era un noto solista, tornarono a collaborare per due LP: Nuestro Buenos Aires (con brani composti prevalentemente da Armando Pontier e Federico Silva) del 1968 e ¿Te acordás polaco? del 1971.
Il repertorio di Goyeneche fu molto vario: passò con facilità estrema dal tango più classico a quello più moderno, e questo si nota nei suoi album. Tra i brani da lui cantati si possono ricordare: Afiches, Maquillaje, Chau, no va más di Homero Expósito, Malena tango musicato da Lucio Demare, su testo di Homero Manzi. Amò molto riprendere gioielli lanciati da altri interpreti come: "Naranjo en flor" lanciata da Floreal Ruiz, La última curda lanciata da Edmundo Rivero, Que solo estoy lanciata da Raúl Berón, Gricel e Garúa lanciate da Francisco Fiorentino. In repertorio ebbe anche brani di Carlos Gardel. Nel 1969 incise il brano Balada para un loco scritto da Horacio Ferrer e Astor Piazzolla, dimostrando così una grande audacia artistica, in quanto il pezzo aveva scandalizzato molti e provocato un forte dibattito su ciò che si dovesse considerare tango.
Dopo essere stato per anni cantante in orchestre, divenne solista, arrivando così ad avere la notorietà che non lo avrebbe più abbandonato fino alla morte. Fu avvolta da un'aura di mito la collaborazione che Goyeneche ebbe con il quintetto di Astor Piazzolla, durante la breve stagione del maggio 1982, in piena guerra delle Falkland, nel Teatro Regina di Buenos Aires, da cui fu anche tratto un disco. Nell'ottobre 1987 partecipa al film Sur diretto dal regista Pino Solanas. In quell'occasione, tra i musicisti che l'accompagnano c'è il chitarrista Raúl Luzzi.
Fino alla sua morte, avvenuta il 26 agosto 1994, fu considerato il più grande cantante di tango in attività. Il quartiere Saavedra di Buenos Aires gli ha dedicato una strada. Tra le canzoni scritte in suo onore, particolarmente significativa è Garganta con arena, scritta da Cacho Castaña e cantata da Adriana Varela, l'interprete che da molti è considerata quella che più da vicino ne ricorda lo stile.

## Discografia
- 1994 – 15 Grandes Exitos
- Piazzolla & Goyeneche En Vivo 1982, (2008) con Astor Piazzolla